# Kentucky Derby 1927
Kentucky Derby 1927 var den femtiotredje upplagan av Kentucky Derby. Löpet reds den 14 maj 1927 över 1 1⁄4 miles (2 012 m). Löpet vanns av Whiskery som reds av Linus McAtee och tränades av Fred Hopkins.
Förstapriset i löpet var 51 000 dollar. Femton hästar deltog i löpet.

## Resultat
| P  | S  | Häst            | Jockey           | Tränare              | Ägare                  | Odds  |
| -- | -- | --------------- | ---------------- | -------------------- | ---------------------- | ----- |
| 1  | 7  | Whiskery        | Linus McAtee     | Fred Hopkins         | Harry Payne Whitney    | 2.40  |
| 2  | 10 | Osmand          | Earl Sande       | Pete Coyne           | Joseph E. Widener      | 6.90  |
| 3  | 1  | Jock            | Chick Lang       | John F. Schorr       | Edward Beale McLean    | 37.80 |
| 4  | 5  | Hydromel        | Willie Garner    | Daniel E. Stewart    | Johnson N. Camden Jr.  | 16.00 |
| 5  | 12 | Bostonian       | Whitey Abel      | Fred Hopkins         | Harry Payne Whitney    | 2.40  |
| 6  | 4  | Buddy Bauer     | Goldie Johnson   | Herbert J. Thompson  | Edward R. Bradley      | 15.40 |
| 7  | 2  | Royal Julian    | Walter Lilley    | Lon Johnson          | W. H. Whitehouse       | 14.70 |
| 8  | 13 | Fred Jr.        | Nicholas Burger  | Frank A. Stevens     | S. W. Grant            | 18.30 |
| 9  | 15 | Scapa Flow      | Frank Coltiletti | Scott P. Harlan      | Walter M. Jeffords Sr. | 7.00  |
| 10 | 6  | Black Panther   | Louis Schaefer   | Thomas J. Healey     | Walter J. Salmon Sr.   | 14.70 |
| 11 | 8  | Kiev            | Mack Garner      | Pete Coyne           | Joseph E. Widener      | 6.90  |
| 12 | 3  | Rolled Stocking | William Pool     | Charles C. Van Meter | James W. Parrish       | 4.70  |
| 13 | 11 | Rip Rap         | Steve O'Donnell  | Max Hirsch           | Sage Stable            | 11.60 |
| 14 | 9  | Bewithus        | Albert Johnson   | Herbert J. Thompson  | Edward R. Bradley      | 15.40 |
| 15 | 14 | War Eagle       | Eddie Ambrose    | John F. Schorr       | Edward Beale McLean    | 37.80 |

Segrande uppfödare: Harry Payne Whitney; (KY)